# Paroxyptera filiella
Paroxyptera filiella is een vlinder uit de familie snuitmotten (Pyralidae). De wetenschappelijke naam van deze soort is voor het eerst geldig gepubliceerd in 1880 door Saalmüller.
De soort komt voor in tropisch Afrika.